# 상진초등학교 (울산)
상진초등학교는 대한민국 울산광역시 동구에 있는 공립 초등학교이다.

## 학교 연혁
- 1988. 03. 03. 상진국민학교 설립인가
- 1989. 03. 01. 초대 손교익 교장 부임
- 1989. 03. 01. 상진국민학교 개교 (8학급 246명)
- 1990. 03. 01. 제2대 하성호 교장 부임
- 1992. 03. 01. 제3대 이형우 교장 부임
- 1992. 11. 21. 본관 단독 50개 교실 완공
- 1994. 03. 01. 제4대 정만현 교장 부임
- 1995. 12. 30. 시 우수학교 선정 (학습지도)
- 1996. 03. 01. 상진초등학교로 교명 변경
- 1997. 02. 17. 별관 16개 교실 및 급식소 완공
- 1997. 12. 31. 강북교육청 우수학교 선정 (기본생활 지도)
- 1998. 03. 01. 제5대 성판술 교장 부임
- 1999. 09. 01. 제6대 송호경 교장 부임
- 2000. 03. 01. 울산광역시교육청 교통안전연구학교 지정
- 2000. 09. 01. 제7대 장정준 교장 부임
- 2002. 03. 01. 제8대 김갑룡 교장 부임
- 2003. 03. 01. 울산광역시강북교육청 평생교육시범학교 지정
- 2004. 03. 01. 제9대 김영호 교장 부임
- 2005. 12. 01. 울산광역시강북교육청지정 과학우수학교 선정
- 2006. 03. 01. 제10대 김인갑 교장 부임
- 2006. 05. 01. 교육복지투자우선학교 지정
- 2009. 02. 19. 제20회 졸업식 (졸업생 182명, 총졸업생 5,190명)
- 2009. 03. 01. 제11대 이명수 교장 부임
- 2009. 03. 01. 28학급 편성
- 2010. 02. 18. 제21회 졸업식 (졸업생 184명, 총졸업생 5,374명)
- 2010. 03. 01. 25학급 편성
- 2010. 03. 01. 청렴교육 연구학교 지정
- 2010. 12. 17. 국민권익위원회 지정 청렴교육 우수학교 선정
- 2011. 02. 18. 제22회 졸업식(졸업생 172명, 총졸업생 5,546명)
- 2011. 03. 01. 24학급 편성
- 2011. 07. 15. 강당 겸 체육관 '상진관' 개관
- 2012. 02. 17. 제23회 졸업식(졸업생 137명, 총졸업생 5,683명)
- 2012. 03. 01. 제12대 김종섭 교장 부임
- 2012. 03. 01. 교육복지투자우선학교 지정(~ 2015.2)
- 2012. 03. 01. 24학급 편성
- 2013. 02. 17. 제24회 졸업식(125명, 총졸업생: 5,986명)
- 2013. 03. 01. 23(1)학급 편성
- 2014. 02. 19. 제25회 졸업식(100명, 총졸업생: 6,088명)
- 2014. 03. 01. 24(2)학급 편성
- 2014. 03. 01. 학교체육 정책 연구학교 운영( ~2015.2.28.)
- 2018. 10. 16. 울산광역시 교육청 서로나눔학교 지정( ~2023.2.28.)
- 2022. 01. 07. 제33회 졸업식